# Французьке астрономічне товариство
Францу́зьке астрономі́чне товари́ство (фр. Société astronomique de France, SAF) — некомерційна організація, що заснована у 1887 році астрономом Камільом Фламмаріоном. Товариство є відкритим як для професіоналів, так і для аматорів астрономії з усіх країн світу.
Призначення організації сформульовано у її статуті:

Товариство створене з метою об'єднати людей, які займаються практичною чи теоретичною астрономією, або тих, хто зацікавлений у розвитку цієї науки та розширенні її впливу на просвітництво. Його зусилля повинні підтримати зростання та розширення цієї науки, а також сприяння пошуку шляхів та засобів для тих, хто хоче проводити астрономічні дослідження.

Товариство проводить активну наукову і науково-популярну діяльність. На знак визнання заслуг Товариства французький астроном Андре Патрі з обсерваторії Ніцци назвав відкритий ним 24 листопада 1940 року астероїд 4162 SAF.

## Історична довідка

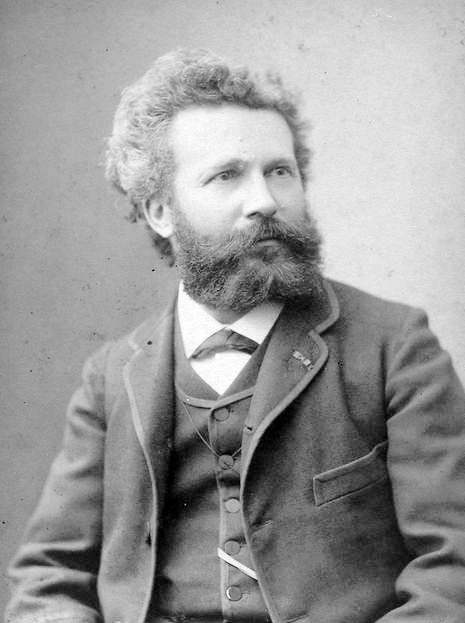
Каміль Фламмаріон, засновник SAF

Товариство було засноване 28 січня 1887 року Камілєм Фламмаріоном та групою з 11 осіб на квартирі Фламмаріона, неподалік від Паризької обсерваторії. 4 квітня 1887 року була створена штаб-квартира Товариства; 17 жовтня 1966 року штаб-квартира переїхала до Maison de la Chimie, Рю Сен-Домінік, Париж 75007, а починаючи з 1974 року штаб-квартира розташовується на вулиці Бетховена, 3, Париж 75016.

## Наукова діяльність
Товариство публікує:
- Щомісячний журнал «L'Astronomie».
- Періодичні випуски Observations et Travaux, присвячені методам, що застосовуються його членами, та отриманим результатам.

Товариство організовує:
- щомісячні конференції[7]
- лекції
- курси для новачків в астрономії
- регулярні засідання спеціалізованих комісій.

|                       |                                 |
| Обсерваторія Сорбонни | Обсерваторія Каміля Фламмаріона |

Щомісячні конференції проводяться у лекційній залі Agro ParisTech, інші заходи проводяться на штаб-квартирі SAF в 16-м окрузі Парижу.
На регулярній основі SAF дає можливість широкій громадськості досліджувати нічне небо з двох обсерваторій:
- В обсерваторії Сорбонни[fr] в 5-му окрузі Парижу.
- В  обсерваторії Каміля Фламмаріона[en] в муніципалітеті Жувізі-сюр-Орж, розташованому південніше від Парижу.

Товариство має власні майстерні і багату бібліотеку.
Щорічно SAF організовує астрономічні зустрічі, які дають можливість сотням ентузіастів астрономії провести разом 2-3 тижні, спостерігаючи нічне небо Провансу.

## Комісії
До SAF входить низка спеціалізованих комісій за такими тематиками:
- Комети
- Космологія[10]
- Подвійні зорі[11]
- Історія астрономії
- Астрономічні інструменти[8]
- Метеори, метеорити та зіткнення з ними
- Нічне небо
- Спостереження планет[12]
- Планетологія
- Радіоастрономія
- Сонячні годинники[13]
- Сонце.

## Журнал«L'Astronomie»

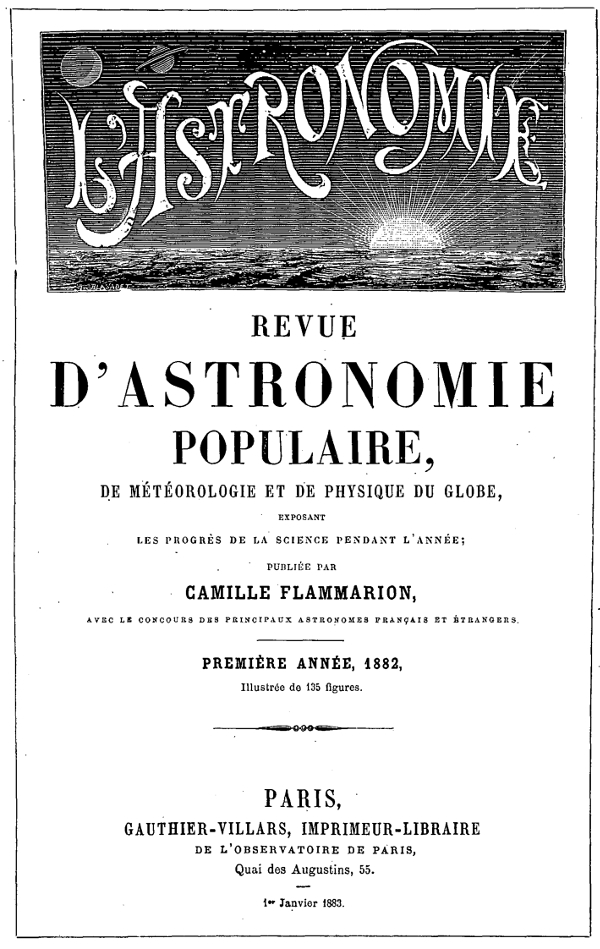
Перший випуск журналу (1882)

Сучасний журнал L'Astronomie не раз змінював назву. Перший випуск, опублікований Камілем Фламмаріоном, вийшов у світ за три роки до створення Товариства.
- L'Astronomie, revue mensuelle d'astronomie populaire (1882—1894)
- Bulletin de la Société astronomique de France (1887—1910)
- L'Astronomie: revue mensuelle d'astronomie, de météorologie et de physique du globe et bulletin de la Société astronomique de France (1911-)
- l'Astronomie  Архівовано серпень 1, 2017 на сайті Wayback Machine.

## Нагороди, що вручаються Товариством

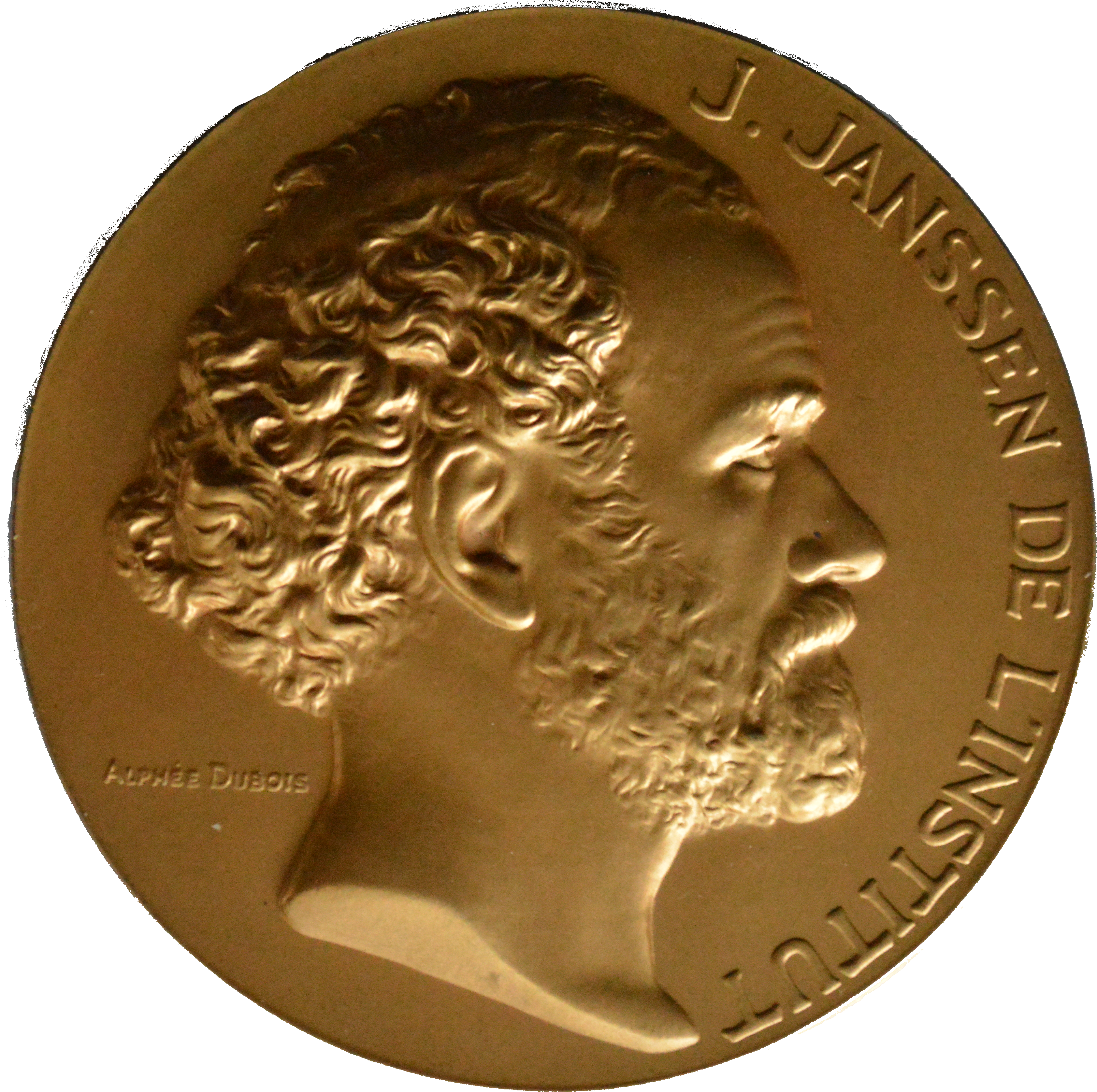
Медаль Премії Жуля Жансена

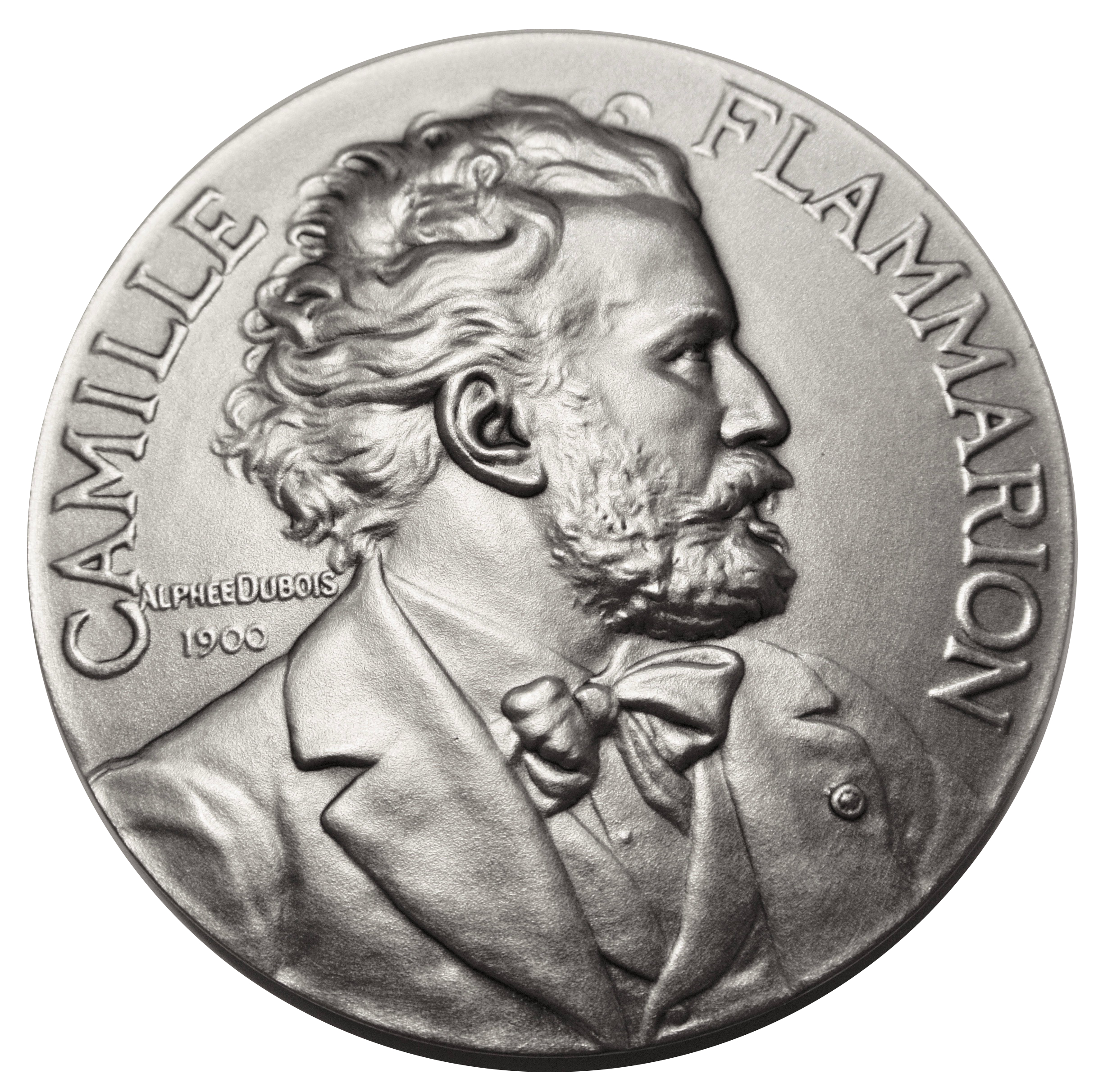
Медаль Prix Henry Rey, дизайну Альфі Дюбуа (Alphée Dubois), 1900

Товариство присуджує декілька нагород своїм членам, а також відомим діячам в галузі астрономії з Франції і з-за кордону. Не усі нагороди вручаються щорічно, і деякі з них було скасовано.
| Премія                                        | Призначення | Частота вручення                                                            | Період дії  |
| --------------------------------------------- | --- | --------------------------------------------------------------------------- | ----------- |
| Премія Жуля Жансена                           | Найвища і найпрестижніша нагорода Товариства за професійні праці чи інші заслуги в галузі астрономії. Заснована П'єром Жулем Жансеном | Щорічно                                                                     | З 1896 року |
| Prix des Dames                                | За різноманітного виду послуг, надані Товариству. Нагороду засновано за ініціативою Сильви-Каміль Фламмаріон і групи жінок у Товаристві | Щорічно                                                                     | З 1896 року |
| Prix Maurice Ballot                           | За праці в обсерваторії Товариства. Нагорода заснована бібліотекарем Товариства Морісом Балло (фр. Maurice Ballot | Раз на 2 роки або по ситуації                                               | З 1921 року |
| Prix Georges Bidault de l'Isle                | Заохочення молодих людей, які виявляють особливий талант до астрономії чи метеорології. Лауреати обираються з учасників на курсах та конференціях, у співпраці з Обсерваторією або через повідомлення у бюлетені за попередній рік. До 1956 року ця нагорода була знана як «Prix de l'Observatoire de la Guette» | Щорічно                                                                     | З 1925 року |
| Prix Henry Rey                                | За особливо важливі праці з астрономії, вручається також срібна медаль. Заснована Henry Rey de Marseille | Щорічно                                                                     | З 1926 року |
| Prix Gabrielle et Camille Flammarion          | Визнання важливого відкриття та помітного прогресу в астрономії чи суміжній науці, або сприяння молодому досліднику, який бажає розпочати роботу в астрономії | Роки з непарним номером, упереміжку з Prix Dorothea Klumpke — Isaac Roberts | З 1930 року |
| Prix Dorothea Klumpke — Isaac Roberts         | Заохочення вивчення великих та дифузних туманностей Вільяма Гершеля, неясних об'єктів Барнарда або космічних хмар Гагена. Засновник: Dorothea Klumpke Roberts, на честь її покійного чоловіка Isaac Roberts | Через рік                                                                   | З 1931 року |
| Prix Marcel Moye                              | Молодому члену Товариства (не старшому за 25 років) за його/її спостереження | Щорічно                                                                     | З 1946 року |
| Prix Marius Jacquemetton                      | За праці чи дослідження члену Товариства, студенту або молодому астроному | Щорічно                                                                     | З 1947 року |
| Prix Viennet — Damien                         | За відмінний зразок оптики або праці у цій галузі астрономії | Чергується з Prix Dorothea Klumpke — Isaac Roberts.                         | З 1949 року |
| Prix Julien Saget                             | Присуджують аматору астрономії за видатні астрономічні світлини | Щорічно                                                                     | З 1969 року |
| Prix Edmond Girard                            | Заохочення за перші кроки в астрономії або наукові дослідження неба над Observatoire de Juvisy | Щорічно                                                                     | З 1974 року |
| Prix Camus — Waitz                            | Названа в честь Жака Камю і Мішеля Вайца ((фр.)) |                                                                             | ? — дотепер |
| Prix Marguerite Clerc                         | Присудження цієї премії проводять на розгляд Ради SAF |                                                                             |             |
| Prix d'Astronautique                          | За дослідження в галузі міжпланетних подорожей / космонавтики — Нагороду, заснували Robert Esnault-Pelterie і André-Louis Hirsch. До 1936 року вона називалась Prix Rep-Hirsch | По ситуації                                                                 | 1928 — 1939 |
| Médaille des Anciens Présidents               | |                                                                             |             |
| Médaille Commémorative                        | | Щорічно                                                                     | З 1901 року |
| Médaille du Soixantenaire                     | Відзначає 60-річний безперервний стаж членства у Товаристві | По ситуації                                                                 | ? — дотепер |
| Plaquette du Centenaire de Camille Flammarion | За видатні заслуги перед Товариством | Щорічно                                                                     | З 1956 року |

## Список президентів Товариства
За професією більшість президентів Товариства були астрономами (28 з 49), далі йдуть фізики (11). Решта — математики, інженери, лікар, два генерали, письменник, історик і принц Ролан Бонапарт.
| Прізвище                  | Професія                                                 | Роки президентства |
| ------------------------- | -------------------------------------------------------- | ------------------ |
| Каміль Фламмаріон         | Астроном, засновник Товариства                           | 1887-1889          |
| Ерве Фай                  | Астроном                                                 | 1889-1891          |
| Анатоль Буке де ла Грійє  | Інженер-гідрограф, географ, астроном                     | 1892-1893          |
| Фелікс Тіссеран           | Астроном                                                 | 1893-1895          |
| П'єр Жуль Жансен          | Астроном                                                 | 1895-1897          |
| Марі-Альфред Корню        | Фізик                                                    | 1897-1899          |
| Октав Калландро           | Фізик                                                    | 1899-1901          |
| Анрі Пуанкаре             | Математик, фізик, філософ                                | 1901-1903          |
| Габрієль Ліппман          | Фізик, винахідник                                        | 1903-1904          |
| Крістіан Адуард Каспарі   | Астроном, інженер-гідрограф                              | 1905-1907          |
| Анрі Деландр              | Астроном                                                 | 1907-1909          |
| Бенджамін Байо            | Астроном                                                 | 1909-1911          |
| П'єр Пюйзе                | Астроном                                                 | 1911-1913          |
| Аймар де ла Бом Плювінель | Астроном                                                 | 1913-1919          |
| Поль Еміль Аппель         | Математик                                                | 1919-1921          |
| Ролан Бонапарт            | Принц, президент Французького географічного товариства   | 1921-1923          |
| Чарльз Лаллеманд          | Геофізик                                                 | 1923-1925          |
| Гюстав-Огюст Феррі        | Генерал, винахідник                                      | 1925-1927          |
| Юджин Фішо                | Гідрограф                                                | 1927-1929          |
| Жорж Пер'є                | Генерал, президент Французького географічного товариства | 1929-1931          |
| Шарль Фабрі               | Фізик                                                    | 1931-1933          |
| Ернест Есклангон          | Астроном, математик                                      | 1933-1935          |
| Жуль Байо                 | Астроном                                                 | 1935-1937          |
| Шарль Морен               | Геофізик                                                 | 1937-1939          |
| Фернан Юальде             | Астроном                                                 | 1939-1945          |
| Бернар Ліо                | Астроном                                                 | 1945-1947          |
| Андре-Луї Данжон          | Астроном                                                 | 1947-1949          |
| Люсьен д'Азамбюжа         | Астроном                                                 | 1949-1951          |
| Жан Кабанн                | Фізик                                                    | 1951-1953          |
| П'єр Шевенар              | Гірничий інженер                                         | 1953-1955          |
| Андре Кудер               | Астроном, інженер-оптик                                  | 1955-1957          |
| Альберт Перар             | Фізик, метеоролог                                        | 1957-1958          |
| Жан Кулон                 | Геофізик, математик                                      | 1958-1960          |
| Андре Лальман             | Астроном                                                 | 1960-1962          |
| Андре-Луї Данжон          | Астроном                                                 | 1962-1964          |
| П'єр Тарді                | Астроном                                                 | 1964-1966          |
| Жан Рош                   | Астроном                                                 | 1966-1970          |
| Жан Ковалевський          | Астроном                                                 | 1970-1973          |
| Жан-Клод Пекер            | Астроном                                                 | 1973-1976          |
| Бруно Морандо             | Астроном                                                 | 1976-1979          |
| Одуен Дольфюс             | Астроном                                                 | 1979-1981          |
| Jacques Boulon            | Астроном                                                 | 1981-1984          |
| Paul Simon                | Астроном                                                 | 1984-1987          |
| Філіп де ля Котардьєр     | Письменник, популяризатор науки                          | 1987-1993          |
| Жан-Клод Ріб              | Радіоастроном                                            | 1993-1997          |
| Роджер Ферле              | Астрофізик                                               | 1997-2001          |
| Patrick Guibert           | Інженер                                                  | 2001-2005          |
| Philippe Morel            | Лікар                                                    | 2005-2014          |
| Patrick Baradeau          | Історик, публіцист                                       | 2014-2021          |
| Sylvain Bouley            | Планетолог                                               | З 2021             |